# رود نارین
 رود نارین رودی است به سیردریا می‌ریزد. این رود از کشورهای ازبکستان و قرقیزستان می‌گذرد.